# Alundra
Alundra – komputerowa fabularna gra akcji przeznaczona na konsolę PlayStation, wydana w 1997 roku. Doczekała się kontynuacji w 2000 roku o tytule Alundra 2. Gracz wciela się w postać tytułowego bohatera, który jest elfem z klanu Elna. Protagonista posiada umiejętność wchodzenia w sny innych ludzi.